# Baay
Baay er en officiel territorial enhed i det sydlige Somalia, hvor hovedbyen er Baydhabo. Baay grænser op til de somaliske territoriale enheder Bakool, Shabeellaha Hoose, Shabeellaha Dhexe, Jubbada Dhexe samt Geedo.
3°4′28″N 43°50′7″Ø / 3.07444°N 43.83528°Ø